# 南梦班
南梦班，湖广蕲水（湖北浠水）人，清朝政治人物。监生出身。
南梦班曾于1677年接替阎必崇任华亭县知县一职，1687年由杨琼枝接任。